# Schloss Schwarzenstein

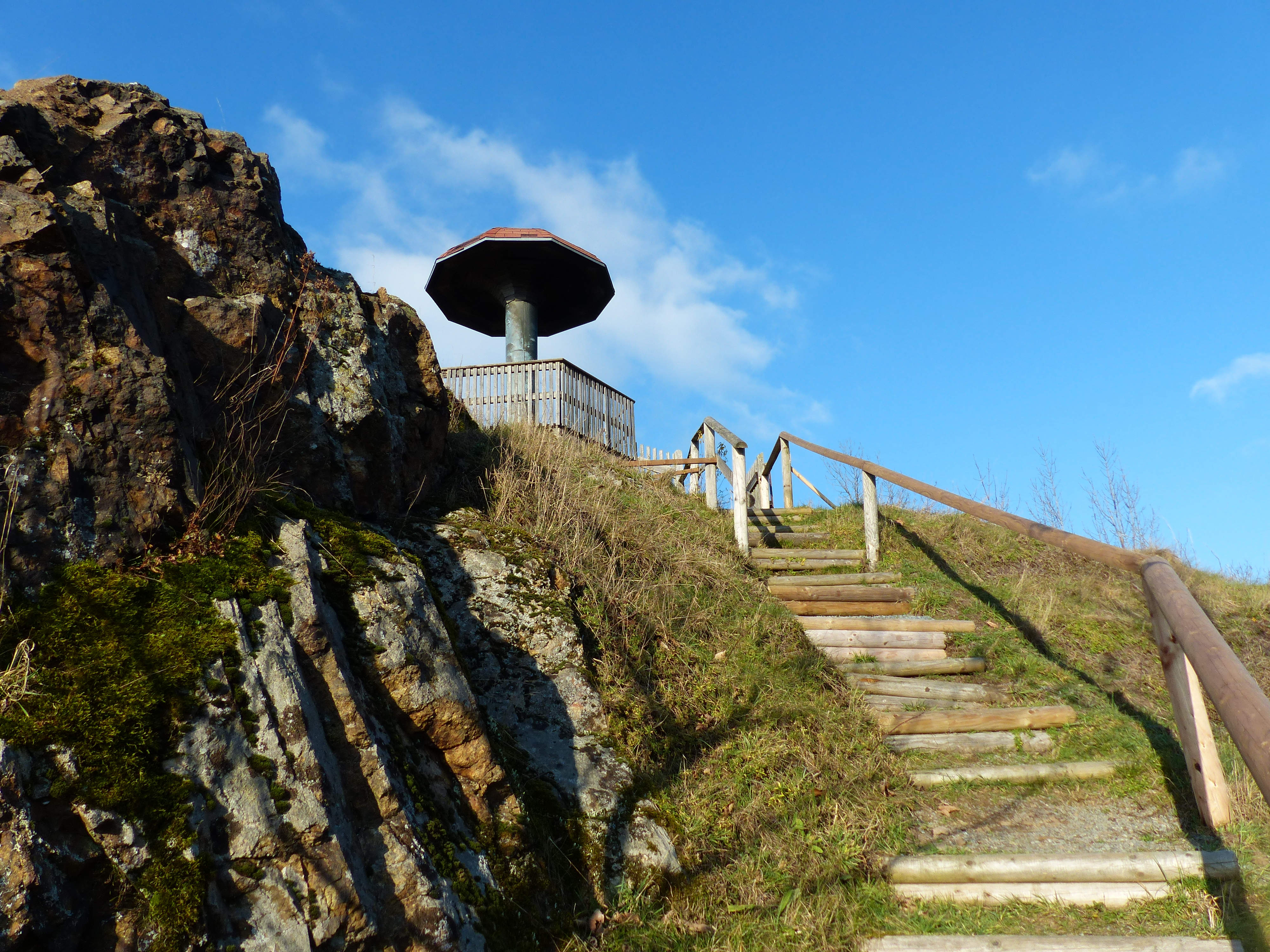
Aussichtsplattform Schwamma

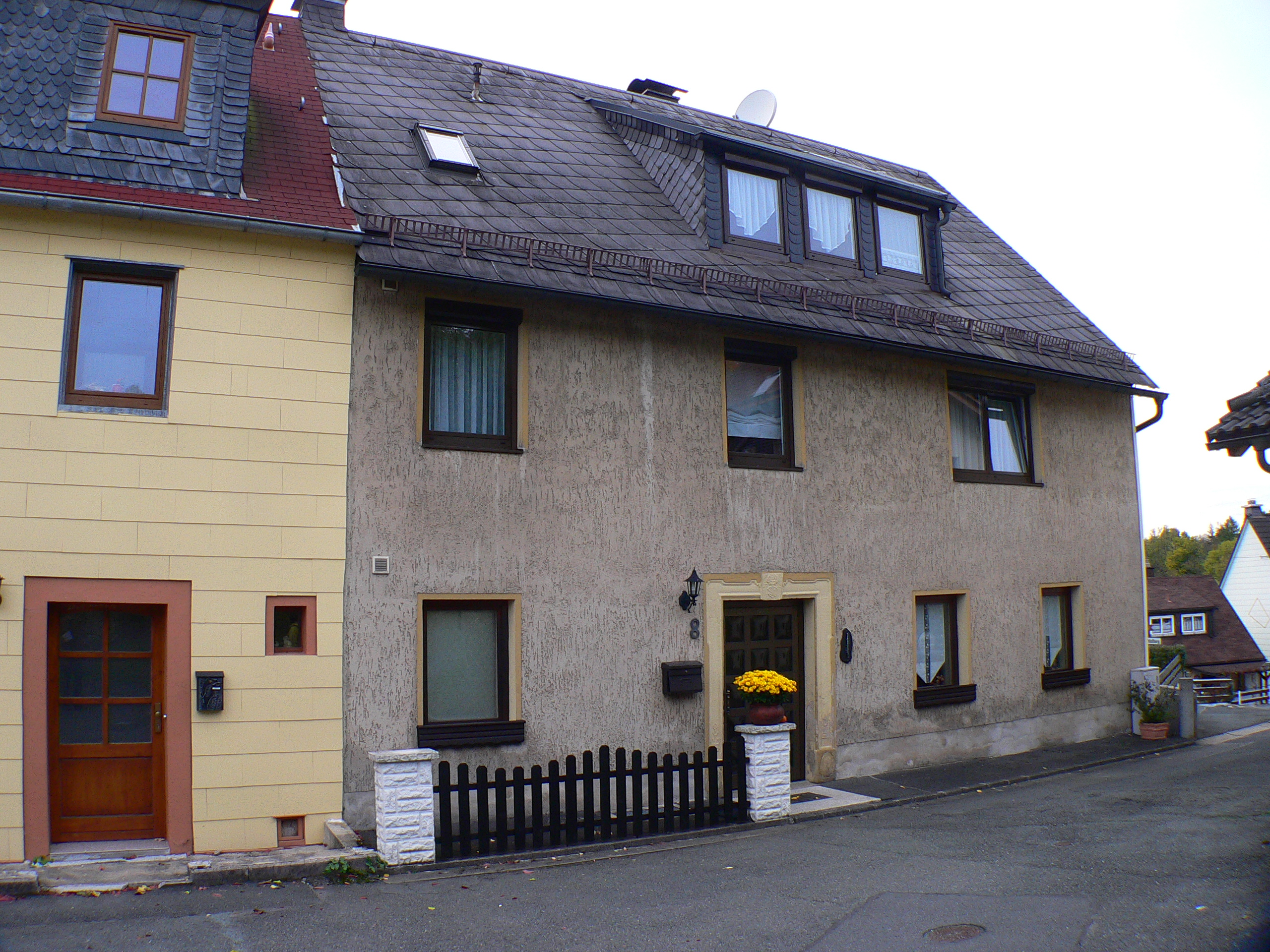
Ansicht des heutigen Gebäudes, Oberschwarzenstein

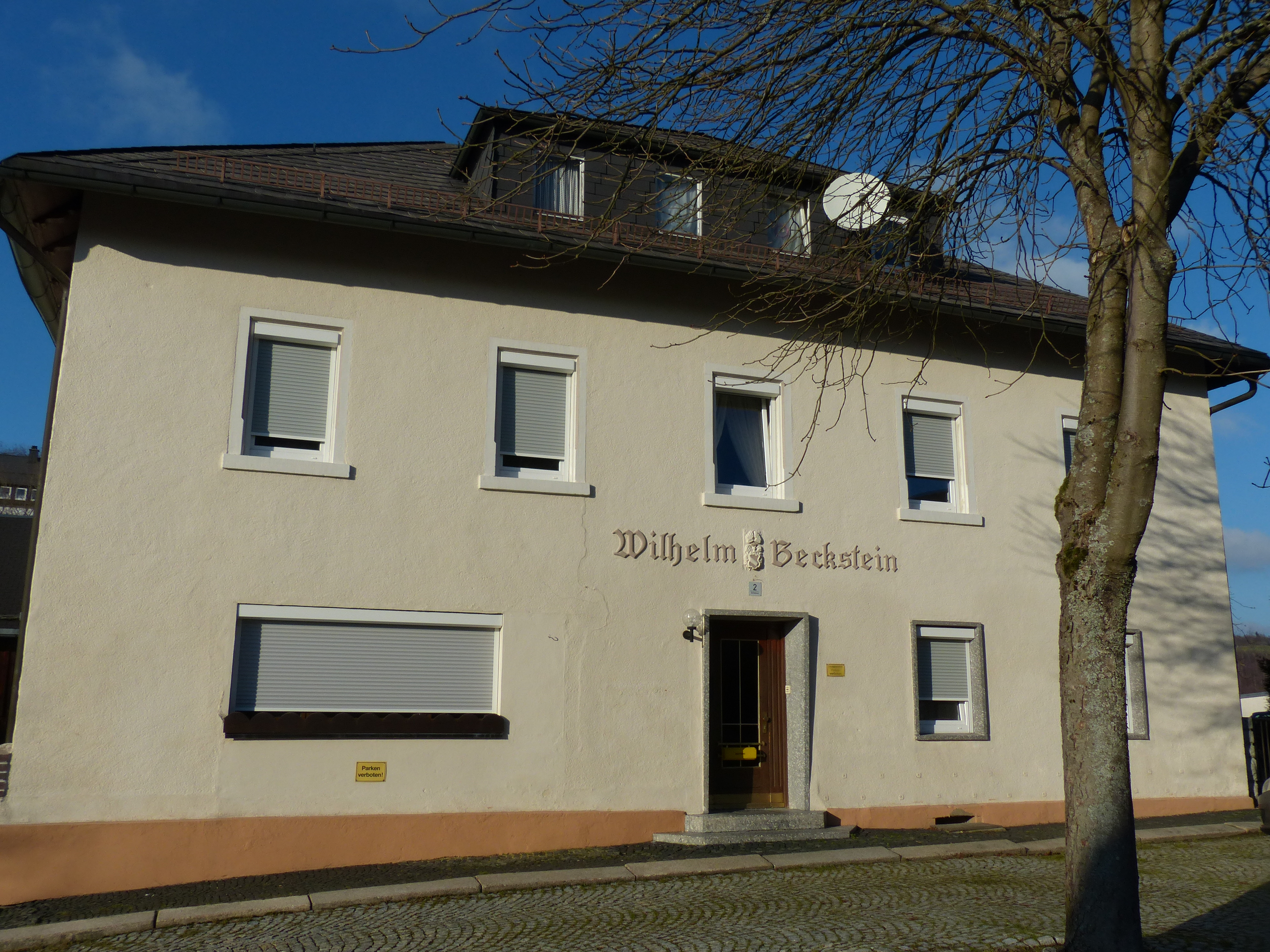
Ansicht des heutigen Gebäudes, Unterschwarzenstein

Schloss Schwarzenstein steht wie seine Vorgängerbauten auf dem Schlossberg von Schwarzenstein. Es lassen sich die beiden Edelsmannsbehausungen Ober- und Unterschwarzenstein unterscheiden.
Der Ansitz geht zurück auf die Herrschaft Schwarzenbach-Schwarzenstein im Einflussbereich der Grafschaft Henneberg. Erster urkundlich fassbarer Besitzer war ein Herr von Schaumberg, später ging das Rittergut an die Familie von Reitzenstein über, die zur vogtländischen Ritterschaft gehörte. Zu den Bewohnern zählte Heinrich August Friedrich von Reitzenstein. Im 18. Jahrhundert erfolgte der Verkauf an das Fürstentum Bayreuth.
Reste eines Burgstalls sind als Spuren von Wall und Mauerwerk noch vorhanden. Der Schlossberg ist durch seine Spornlage mit dem Rosenbach und der Wilden Rodach im Tal geschützt. Touristisch ist das Areal als Aussichtspunkt „Schwamma“ erschlossen. Dort befinden sich in unmittelbarer Nähe zwei nebeneinander stehende Gebäude, die von Linien der von Reitzenstein bewohnt waren. Beide Schlösser waren Baudenkmäler.